# Šikara
Šikara (IAST: Śikhara), sanskrtska beseda, ki dobesedno pomeni 'gorski vrh', se nanaša na vzpenjajoči se stolp v arhitekturi hindujskega templja severne Indije in se zato pogosto uporablja v džainističnih templjih. Šikara nad komoro garbhagriha, svetišče kjer  biva božanstvo, je najpomembnejši in najvidnejši del hindujskega templja severne Indije.
V južni Indiji je enakovreden izraz vimana; za razliko od šikare se to nanaša na celotno stavbo, vključno s svetiščem pod njim. Na jugu je šikara izraz samo za zgornjo stopnjo vimane, ki je po navadi kupola z zaključkom ; ta članek se nanaša na severno obliko. Vhodni stolpi južno indijskih vimana templjev, imenovani gopura, so pogosto večji in vidnejši v velikih templjih.

## Oblike
Šikare je mogoče razvrstiti v tri glavne oblike:
- Latina. Šikara ima štiri lica, ki lahko vključujejo projekcije ali rata znotraj vsakega lica. Vsi elementi gladko potekajo po licu v krivulji. Najpogostejše. Včasih jih imenujejo 'homogene' šikare, v nasprotju z naslednjima dvema vrstama, ki ju lahko imenujemo 'heterogene'.[5]
- Sekari. Latina obliki je bil dodan vpleten (pritrjen) pod-stolp ali spirala, imenovana urušringas, ki odmeva v glavni obliki. Ta lahko prevzame večino lica. Obstaja več kot ena velikost teh, ki se včasih imenujejo sekundarna in terciarna. Terciarne spirale so običajno blizu koncev lica ali na vogalih.[6]
- Bhumija. Stolp ima miniaturne stolpiče, v horizontalnih in vertikalnih vrstah, vse do vrha, ki ustvarjajo mrežast učinek na vsakem licu. Stolp je praviloma navpičen v splošni obliki, pogosto se približuje piramidni obliki. Najdemo ga predvsem v severnem Dekanu in Zahodni Indiji.[7].

## Zgodovina
Zgodnja zgodovina hindujske šikare je nejasna, toda budistični tempelj Mahabodhi v Bodh Gaji ima raven stolp (šikara), visok nad 55 metrov, z amalako blizu vrha. Sedanja struktura izvira iz Guptskega imperija v 5. – 6. st. n. št. Kdaj je tempelj pridobil svoj šikara stolp, ki je danes bolj značilen za hindujske templje, je negotovo.
Vendar pa lahko sedanja struktura templja Mahabodhi predstavlja obnovitev prejšnjih del 2. ali 3. stoletja. Plošča iz Kumraharja iz let 150-200, ki temelji na datiranih Karoštijevih napisih in združenih najdbah Huviševih (cesar Kušanskega cesarstva) kovancev, že prikazuje tempelj Mahabodhi v sedanji obliki s stopničasto okrnjeno piramido in stupo s fialo na vrhu, skupaj z božjimi podobami Bude in slonovo krošnjo Ašokovega stebra ob vhodu. Misli se, da je bila ta oblika okrnjene piramide izpeljana iz zasnove stopničastih stupe, ki so se razvile v Gandari, kot se vidi v stupah samostana Jaulian, s podolgovato strukturo, ki je bila sestavljena iz zaporedja stopnic z nišami, ki vsebujejo slike Bude, izmenično z grško-rimskimi stebri in na vrhu s stupo.
Z vsaj iz leta 600 v Odiši in morda nekoliko kasneje v Dekanski planoti in Zahodni Indiji, je oblika latina šikare dobro uveljavljena, z zgornjim delom amalaka, diskastega kamna in nato kalaša urno. Na vhodnih vratih je pogosto značilen okras sukanasa (neke vrste antefiks).
Oblike z manjšimi pomožnimi stolpi se začnejo v 10. stoletju in od takrat naprej prevladujejo. Skupina spomenikov Khadžuraho ima več zgodnjih oblik od začetka stoletja, čeprav se latina pojavljajo po približno letu 1050 v primerih, kot je tempelj Vamana. Stolp bhumija se najverjetneje najprej pojavi okrog leta 1000-1025, drugi templji pa so se začeli v 1050-ih, kot je Šiv Mandir, Ambarnath. 

## Glavni slogi
Šikare tvorijo elementi v mnogih stogih arhitekture hindujskega templja, od katerih so trije najpogostejši:
- slog Nagara prevladuje v severni Indiji. Šikara je visoko ukrivljena oblika in tako imenovana. Na severovzhodu se bolj pogosto uporablja lokalni izraz deul ali deula, tako za stolpe kot tudi za celoten tempelj. V Odiši je Rekha Deula svetišče in stolp nad njim; gandi je tudi izraz samo za zgornji stolp, ki ustreza šikari. V Odiši je krivulja zelo rahla do vrha, amalaka pa precej velika, običajno podprta s štirimi skulpturami levov, obrnjenim navzven. Od številnih templjev v Bhubanesvaru, ima samo tempelj Radžarani pomembne spirale .[13]
- slog Vesara je sinteza dveh drugih, ki je večinoma viden v Karnataki in najpogosteje v Hojsali in kasneje v templjih Čalukja. V slogu vesara se stolp premakne v nižjo stožčasto obliko z visoko okrašenimi rezbarijami.

- Dravidski slog, ki prevladuje v južni Indiji: ekvivalent šikare je vimana. Nadgradnja nad svetiščem je običajno bolj podobna štiristranski piramidi v splošni obliki, ki jo sestavljajo postopoma manjše etaže paviljonov, s profilom, ki je običajno ravnejši kot ukrivljen. Dravidska nadgradnja je na splošno zelo okrašena.

V vsakem slogu šikara / vimane, struktura doseže vrh s kalaša ali urno za darila ali vodno posodo, na svojem vrhu.
- Nagara šikara templja Rameshwar v Bhubaneswaru
- Dravidska vimana templja Murudeshwara
- Vesara slog templja Chennakesava, Somanathapura. Stolpi so v tlorisu 16 kraka zvezda.